# El Caso
El Caso fou un setmanari sensacionalista de successos que s'editava a Madrid durant l'època franquista. Va veure la llum l'any 1952
El Caso presentava als seus lectors reportatges amb detalls escabrosos sobre tragèdies com parricidis, crims de passió i altres misèries humanes de caràcter escandalós i cruent. Popularment es coneixia amb el nom de "Diari de les porteres". Va arribar a vendre 400.000 exemplars l'any 1959.
Es va convertir al llarg de quaranta anys en una publicació de referència sobre els assassinats de l'Estat. Casos cèlebres com el del criminal espanyol José María Jarabo (va assassinar dos homes i dues dones, una d'elles embarassada) van catapultar a la fama el setmanari, que va comptar en les seves files amb periodistes com Margarita Landi (1918-2004), Enrique Rubio (1920-2005), Josep Martí Gómez, Joaquim Roglan i Pere Costa i Musté.
Molts dels reportatges sobre morts i assassinats tenien lloc a altres països, car per ordre del règim a El Caso no li estava permès de publicar més d'un crim espanyol a la setmana.
Durant els seus darrers anys El Caso tingué una certa competència amb ¿Por Qué?, una publicació de les mateixes característiques editada a Barcelona durant més o menys la mateixa època.